# Ohrozim-Horka
Ohrozim-Horka je přírodní památka severozápadně od obce Ohrozim v okrese Prostějov. Chráněné území zaujímá bývalý lůmek na vyvýšenině Horka (354 m), kde kdysi stával větrný mlýn, přičemž je obklopeno ochranným pásmem o výměře 1,91 ha. Chráněné území je ve správě Krajského úřadu Olomouckého kraje.

## Předmět ochrany
Důvodem ochrany je biotop čolka velkého (Triturus cristatus). Zhruba 350 m severozápadně od lomu roste jasan ztepilý (Fraxinus excelsior), vysoký 22 metrů s obvodem kmene 440 cm, který je zapsán na seznamu památních stromů České republiky. Zpod kořenů jasanu vyvěrá pramen.

## Fotogalerie

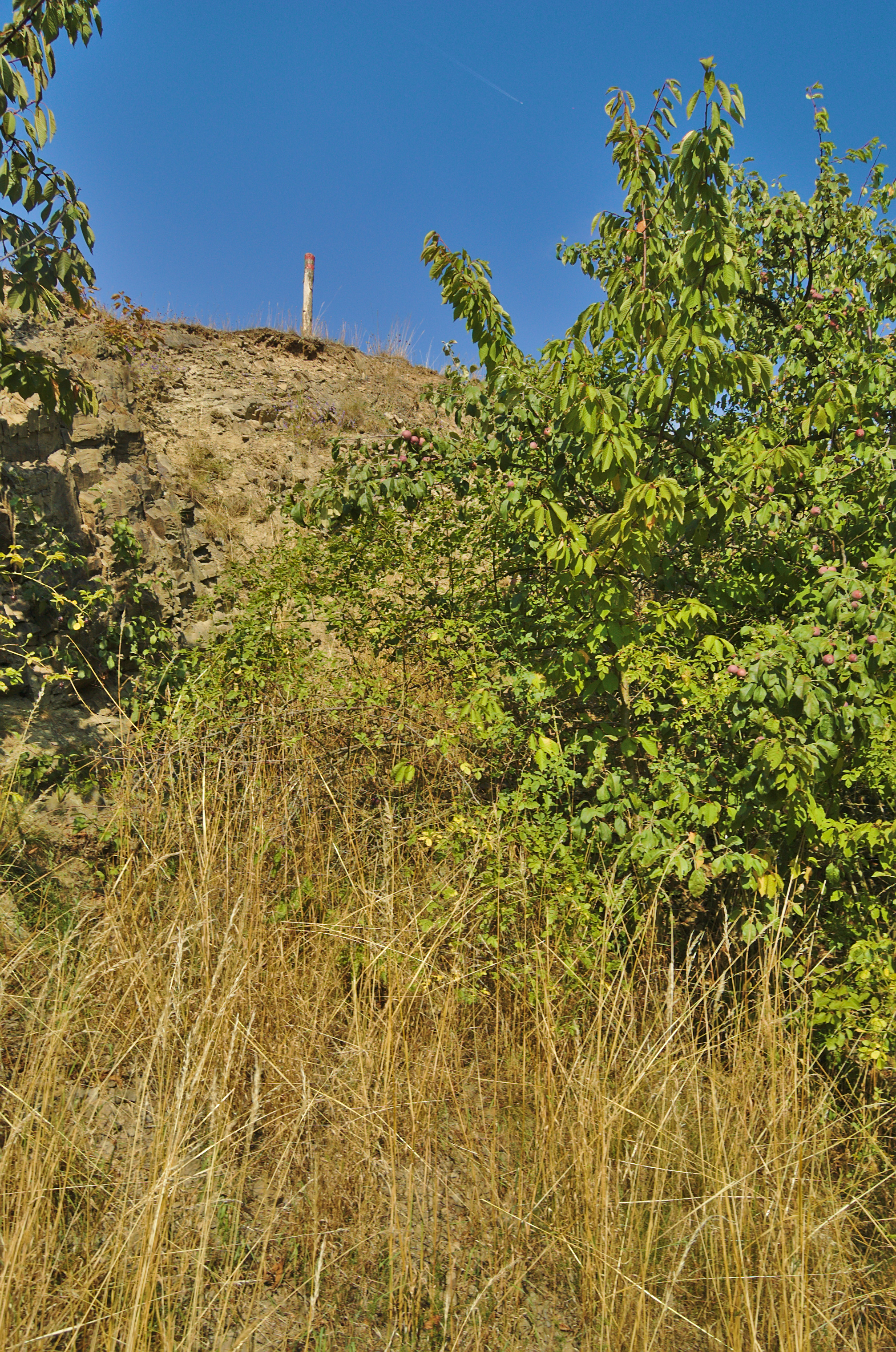
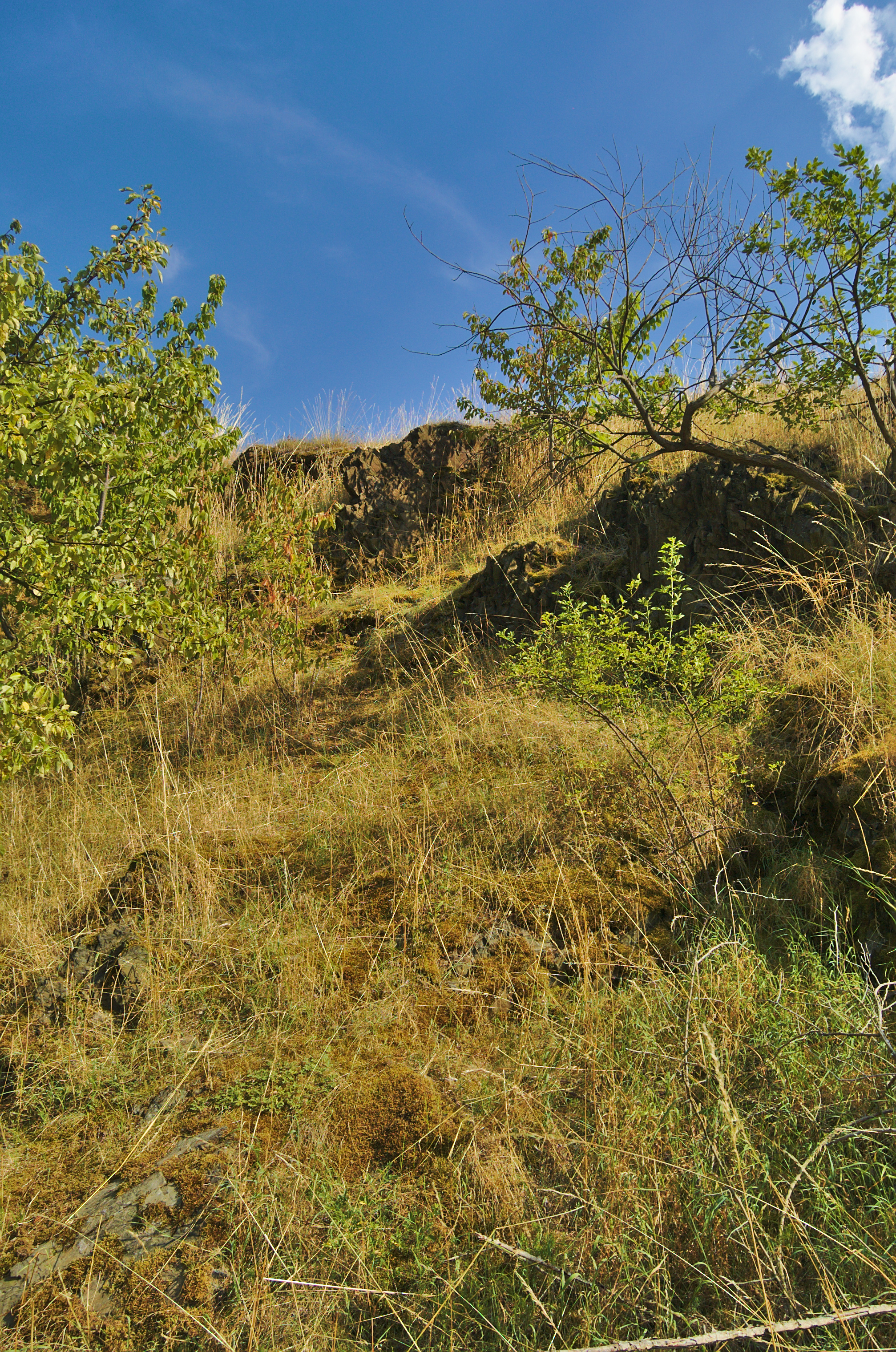
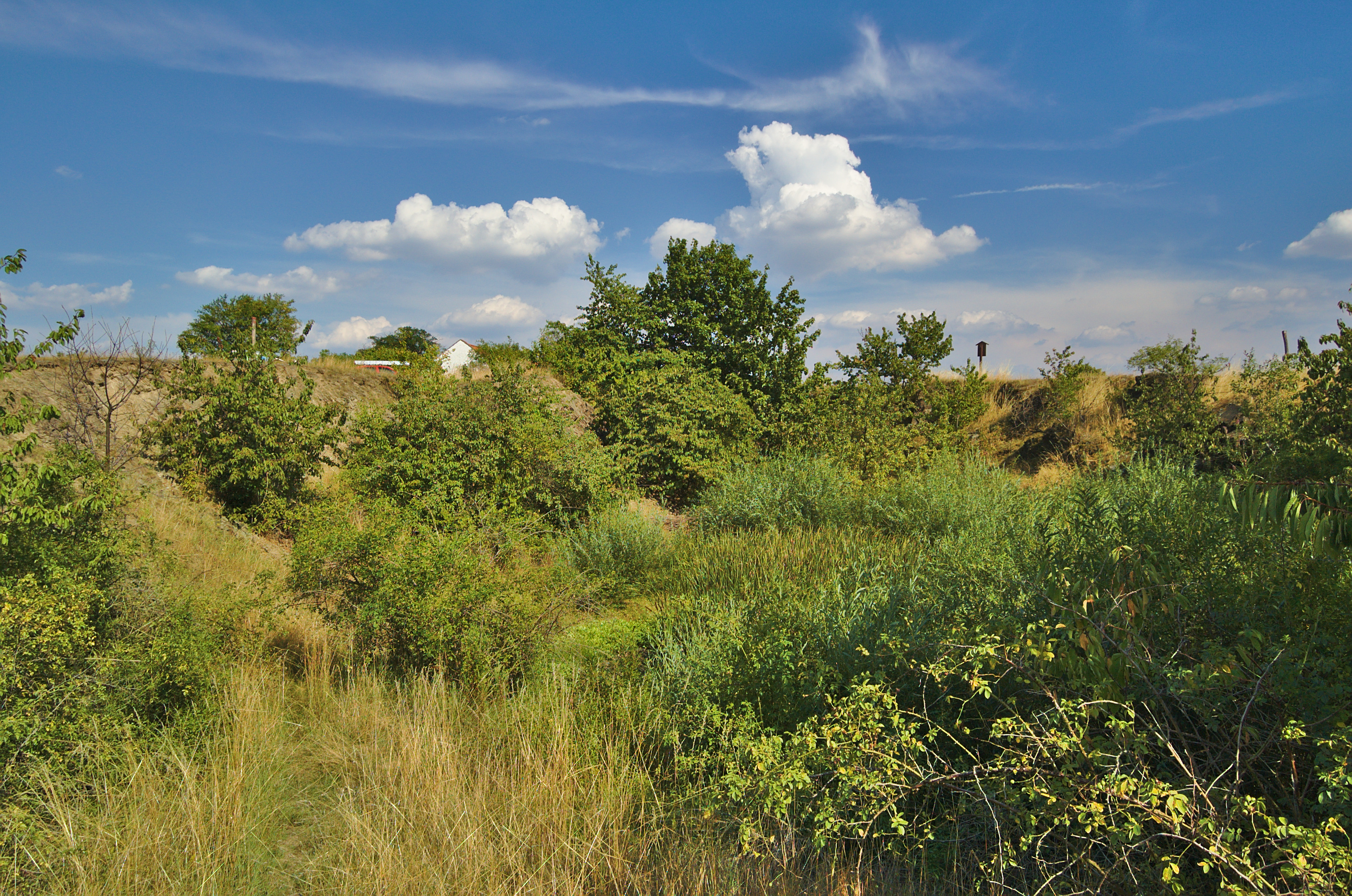
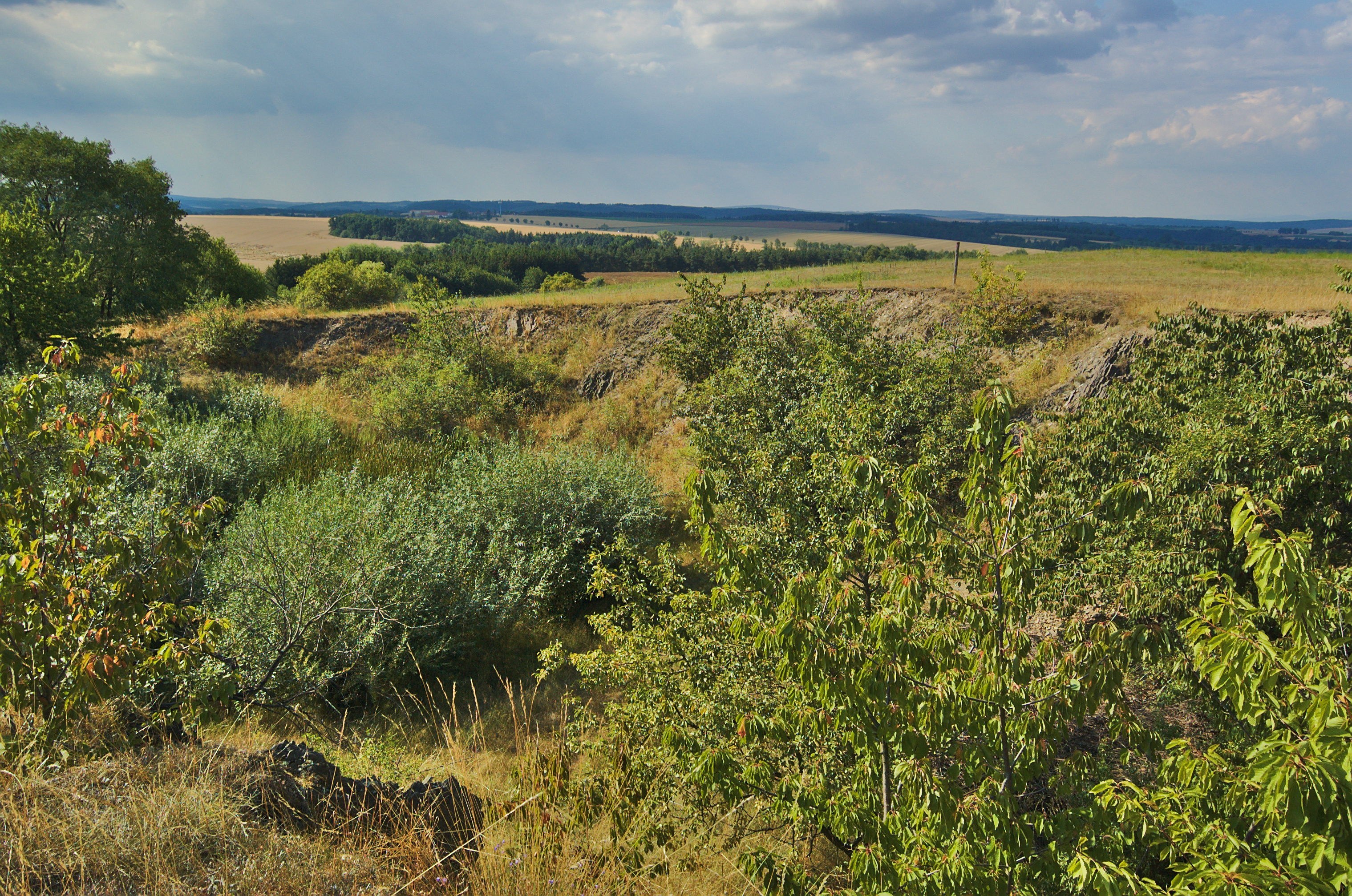